# Кадетская школа государственных воспитанниц Первого Московского кадетского корпуса

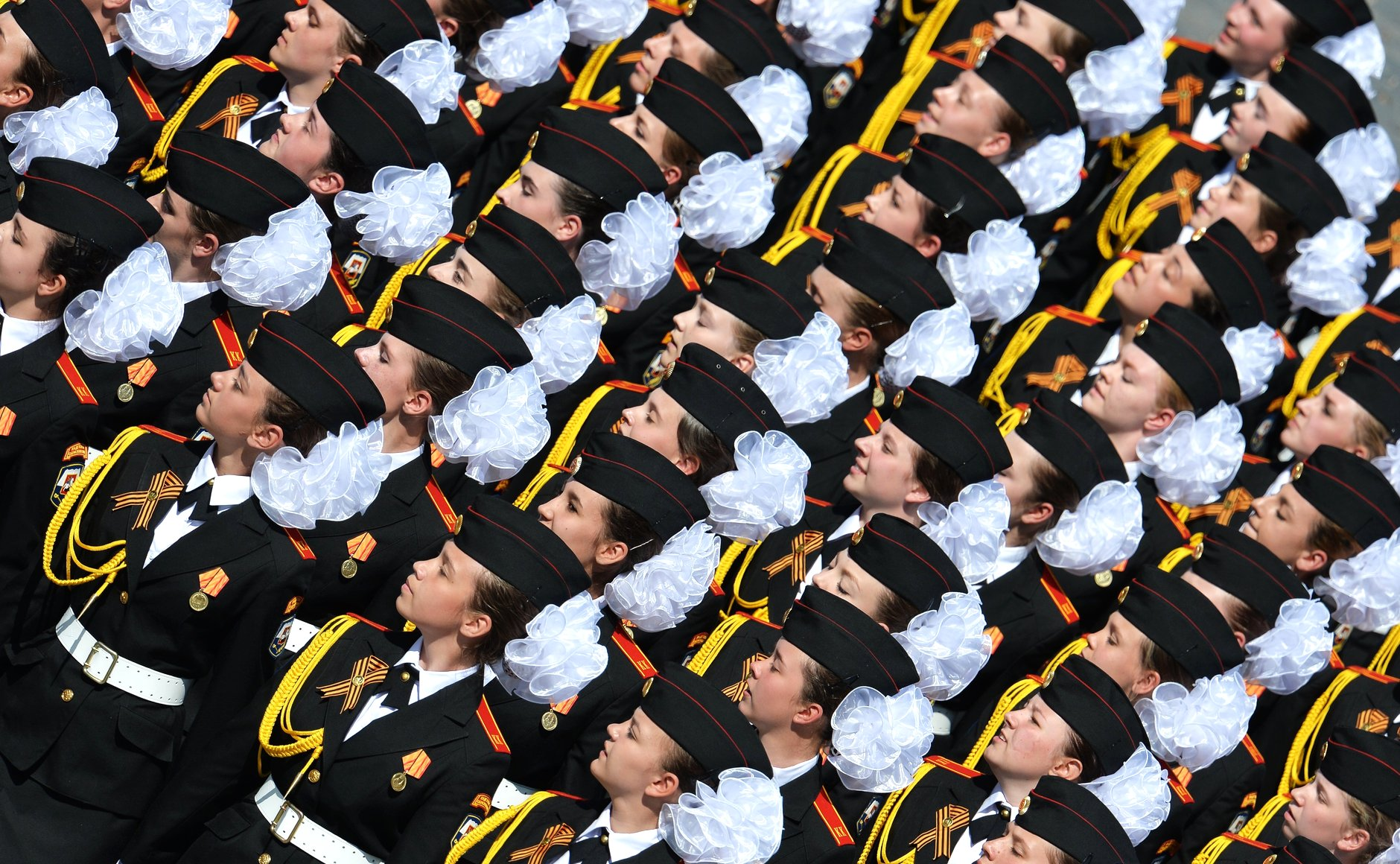
Воспитанницы кадетской школы-интерната на параде 9 мая 2015 года

Кадетская школа государственных воспитанниц Первого Московского кадетского корпуса — государственное бюджетное общеобразовательное учреждение города Москвы. Первая в постсоветской России кадетская школа для девочек. Основана в 2004 году. 

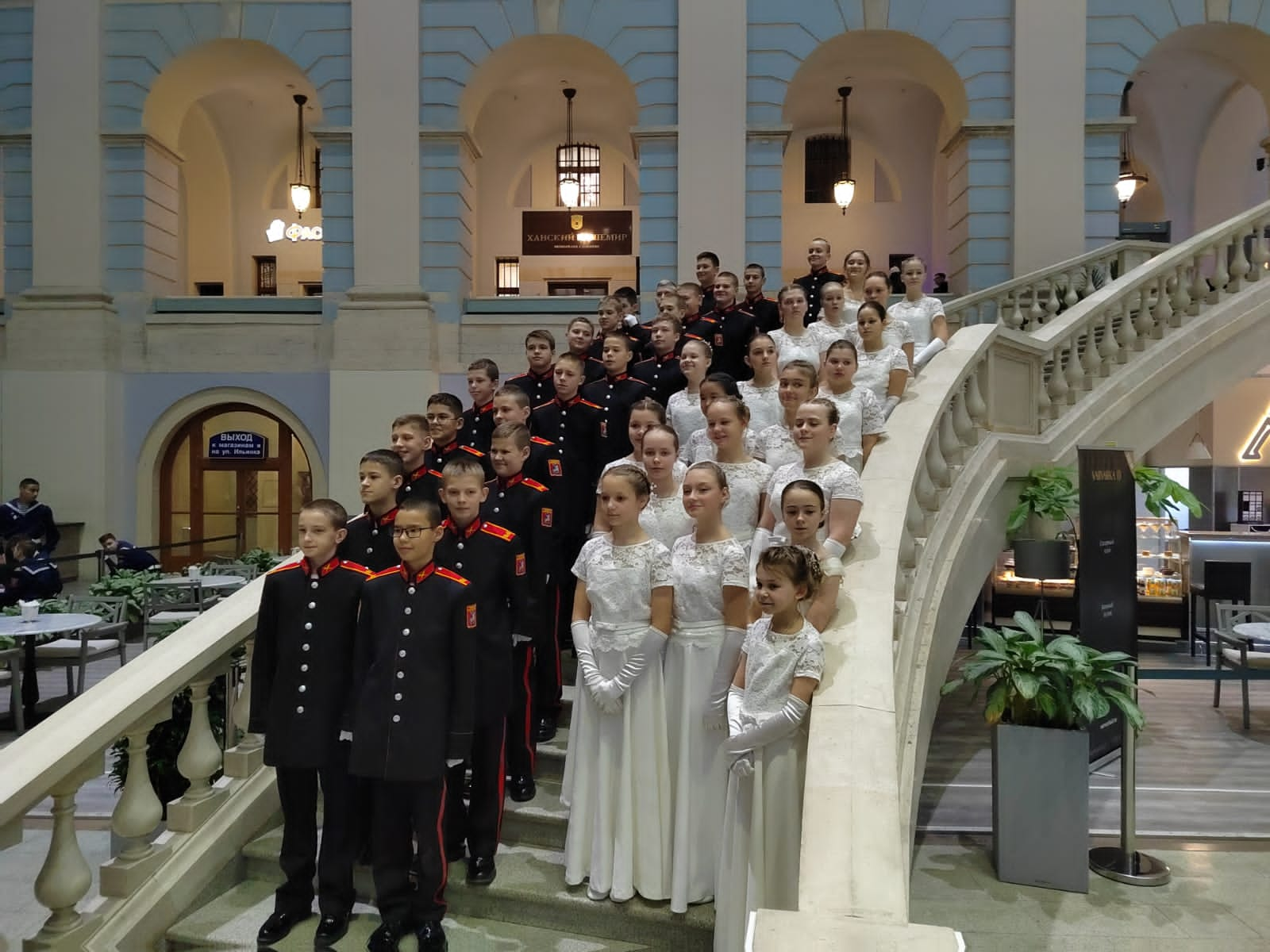
Воспитанницы кадетской школы государственных воспитанниц на балу в Гостином дворе, Москва. 18 декабря 2022 года.

## История
Кадетская школа-интернат № 9 «Московский пансион государственных воспитанниц» была создана в 2004 году в результате реорганизации школы-интерната № 54.
Помимо предметов школьной программы, изучаются основы государственной и воинской службы, средства индивидуальной защиты, правила дорожного движения, основы медицинских знаний. Большое внимание уделяется строевой подготовке и патриотическому воспитанию . Воспитанницы также получают навыки обращения с оружием, раз в 2 недели посещают тир  . Действует ряд кружков.
С 2005 года воспитанницы кадетской школы-интерната принимают участие в торжественном марше по Красной площади, посвященном историческому параду 7 ноября 1941 года.
С 1 декабря 2018 года с целью дальнейшего развития кадетского образования, повышения результатов образовательной деятельности, создания и внедрения единого стандарта кадетского образования кадетский корпус государственных воспитанниц влился в Первый Московской кадетский корпус.

## Примечания

Воспитанницы кадетской школы государственных воспитанниц при посещении музея ВОВ, 2022 год.